# Salwan Momika
Salwan Sabah Matti Momika (en arabe : سلوان صباح معطي موميكة), né le 23 juin 1986 à Tall Afar (Irak) et mort le 29 janvier 2025 à Södertälje (Suède), était un militant irakien anti-Islam vivant en Suède. Il est connu pour y avoir organisé en 2023 des manifestations, préalablement autorisées, au cours desquelles il brûle en public des exemplaires du Coran.
Ces profanations sont condamnées par le gouvernement suédois, et il est poursuivi pour« agitation contre un groupe ethnique ». Elles font également l'objet d'une réprobation internationale et entrainent des manifestations et des actes de violence dans le monde musulman.
Momika est tué par balles à son domicile en janvier 2025.

## Biographie
Salwan Momika est né dans une famille chrétienne du nord de l'Irak. Il se définit lui-même comme athée.
En 2014, dans le nord de l'Irak, il dirige la milice chrétienne Rouhallah Isa bin Maryam au sein de la coalition populaire multi-confessionnelle à prédominance chiite Hachd al-Chaabi constituée alors pour combattre l'État islamique.
En 2017, une lutte de pouvoir oppose Momika à Rayan al-Kildani, chef d'une autre milice chrétienne, le mouvement Babylone, et conduit Momika à fuir l'Irak avec un visa Schengen pour l'Allemagne. Dans ce pays, il annonce son apostasie du christianisme et son athéisme,,.
En avril 2018, Momika demande un visa de réfugié en Suède, et il est reconnu comme réfugié en avril 2021, date à laquelle il obtient un permis de séjour temporaire de trois ans. En Suède, Salwan Momika se rapproche du parti d’extrême-droite des Démocrates de Suède. Il déclare qu'il souhaite se présenter aux élections pour siéger au Parlement suédois sous la bannière du parti,.
En 2023, il organise une série de manifestations (en) contre l'islam. Au cours de ces manifestations encadrées par la police suédoise, il piétine et brûle des exemplaires du Coran. En réaction, il est victime de nombreuses attaques et menaces de mort. Son geste entraine également de nombreuses condamnations internationales. Le Ministère des affaires étrangères suédois dénonce le comportement de Momika, qualifiant ses actes d'islamophobes.
Le 29 juin et le 20 juillet 2023, en réaction, des partisans du chef religieux chiite irakien Moqtada Sadr,, manifestent puis prennent d'assaut à deux reprises l'ambassade de Suède à Bagdad, provoquant la seconde fois des incendies au sein de la représentation diplomatique.
En parallèle, la Suède assimile le fait de brûler un livre religieux à une « agitation contre un groupe ethnique », et, le 18 juillet, retire sa protection policière à domicile à Salwan Momika (une protection est maintenue lors des manifestations ainsi qu'au tribunal). Momika dénonce alors ce retrait de protection et notamment celui d'une maison sûre. Après sa mort, son avocate Anna Roth déplore également que Momika, bien qu'il ait signalé que sa tête était mise à prix, n'ait pas été protégé.
Au mois d’août, la Sûreté suédoise Sapo relève le niveau de menace à quatre sur une échelle de cinq, le pays étant devenu une « cible prioritaire ». En septembre 2023, l'Irak demande son extradition pour pouvoir le juger.
Le même mois, l'Agence suédoise des migrations (en) révoque son permis de séjour mais, faute de pouvoir le renvoyer en Irak, lui accorde un permis temporaire. Le 27 mars 2024, il annonce son départ pour la Norvège en raison, dit-il, « des persécutions [...] de la part des institutions gouvernementales » suédoises, jugeant que la liberté d'expression et la protection des droits de l'homme dans le pays sont un « gros mensonge ». Le 4 avril, la police norvégienne annonce qu'elle a arrêté Salwan Momika le 28 mars et qu'elle prévoyait de l'expulser vers la Suède sur la base du règlement de Dublin. Le 28 août 2024, les procureurs suédois accusent Salwan Momika (et Salwan Najem) de quatre chefs d'accusation de « délits d'agitation contre un groupe ethnique ou national »,.
Il est tué par balle à Hovsjö (en) dans la ville de Södertälje (banlieue de Stockholm) le 29 janvier 2025,. Le Premier ministre suédois Ulf Kristersson mentionne la possible implication d'une « puissance étrangère ».
Le 3 février 2025, le tribunal de Stockholm, qui avait reporté son verdict en raison du meurtre, condamne Salwan Najem, co-accusé de Salwan Momika, pour « incitation à la haine contre un groupe ethnique », le juge Göran Lundahl argumentant que « ses actions et son comportement à l'été 2023 ont excédé ce qui pourrait être décrit comme un débat objectif et la critique d'une religion ». Les poursuites contre Salwan Momika avaient été abandonnées à la suite de sa mort,.